# Seticornuta cortesi
Seticornuta cortesi är en stekelart som beskrevs av Porter 1998. Seticornuta cortesi ingår i släktet Seticornuta och familjen brokparasitsteklar. Inga underarter finns listade i Catalogue of Life.